# Cecil Cooke
Cecil Cooke (1 de maio de 1923 — 31 de maio de 1983) é um velejador bahamense, campeão olímpico.

## Carreira
Cooke consagrou-se campeão olímpico ao vencer a série de regatas da classe Star nos Jogos Olímpicos de Verão de 1964 em Tóquio ao lado de Durward Knowles.